# Tholosgrab von Katakalos
Tholosgrab von Katakalos (griechisch Τάφος του Κατακαλού = Grab von Katakalos) ist ein mykenisches Kuppelgrab etwa 900 m nördlich des Ortes Katakalos auf Euböa und ist das am besten erhaltene auf der Insel. Der Ausgräber Georgios A. Papavasiliou konnte bei der Freilegung des Grabes als erster zeigen, dass Feuerbestattung bereits zur Mykenischen Zeit üblich war.

## Erforschung
Das Grab wurde 1907 von Georgios A. Papavasiliou erstmals ausgegraben und systematisch erforscht. Zwischen 1984 und 1987 wurde das Grab durch Arbeiter der Braunkohlebergwerks in Aliveri restauriert und die Mauern der Kuppel und der Zugang abgestützt. 2002 wurde eine Studie zur Restauration und Überdachung des Grabes erstellt.

## Beschreibung
Das Grab wurde wie für mykenische Kuppelgräber üblich in den Hang gebaut. Der Zugang erfolgt von Westen über einen 6,95 m langen Zuweg, dem sogenannten Dromos. Der Zuweg ist zu beiden Seiten von einer Mauer gesäumt, die mit dem ansteigenden Gelände bis zum Eingang auf etwa 2 m ansteigen. Der Zuweg verjüngt sich auch von etwa 4,80 m auf 0,80 m. Der Eingang hat eine Höhe von 1,65 m und eine Breite 0,80 m. Den Türsturz bildet eine 1,88 m lange, 0,56 m breite und 0,30 m dicke Steinplatte. Der Zugangskorridor, auch Stomion genannt, ist etwa 3,30 m lang und ist insgesamt mit vier Steinplatten abgedeckt. Über diesen Platten wurde ein Entlastungsdreieck angelegt, dass das Gewicht auf die Seitenwände umleitet und so die Steinplatten entlastet. An der Fassade wurde die dreieckige Entlastungskammer zugemauert.
Die Kuppel war bereits bei der ersten Erforschung eingestürzt. Nachdem man das herabgefallene Material beseitigt hatte, stieß man in der Grabkammer auf Knochen von Rindern, Schafen, Ziegen und Schweinen, die vermutlich Teil eines Begräbnisrituals oder des Leichenschmaus waren. darunter fand man einer Ascheschicht, in der man halbverbrannte Knochen von einem Beigesetzten fand. In derselben Schicht fand man auch die Scherben einer gelb-minyschen Kylix mit hohem Fuß (Chalkida-Museum, Inv. Nr. 390).  Dieser Fundumstand zeigte, dass das Begräbnis ins Späthelladikum (SH) zu datieren ist. Da die Archäologen bisher davon ausgingen, dass Feuerbestattung erst ab einer späteren Zeit praktiziert wurde, glaubte man dass die Brandspuren von einer späteren Nutzung des Grabes stammen müssten. Aus diesem Grund grub Papavasiliou unter der Brandschicht tiefer. Er konnte jedoch in der darunterliegenden Schicht nichts finden und stieß nach 0,2 m auf den anstehenden Fels.
Anhand der aufgefundenen Keramik datierte Papavasiliou das Grab in SH III, so dass es frühestens um 1400 v. Chr. errichtet wurde. Er vermutete, dass die Grabbeigaben in der Entlastungskammer abgelegt wurden und dass sie durch einen Grabräuber, der sich durch diese Kammer Zutritt ins Grab verschaffte, ins die Grabkammer stürzten.
Die Funde befinden sich heute im Archäologischen Museum in Chalkida.